# Tridacna maxima
Tridacna maxima е вид мида от семейство Сърцевидки (Cardiidae). Възникнал е преди около 0,0117 млн. години по времето на периода кватернер. Видът не е застрашен от изчезване.

## Разпространение и местообитание
Разпространен е в Австралия, Американска Самоа, Британска индоокеанска територия, Вануату, Виетнам, Гуам, Египет, Индия (Андамански острови и Лакшадвип), Индонезия, Кения, Кирибати, Китай, Мавриций, Мадагаскар, Малайзия, Малдиви, Малки далечни острови на САЩ, Маршалови острови, Мианмар, Микронезия, Мозамбик, Нова Каледония, Острови Кук, Палау, Папуа Нова Гвинея, Питкерн, Провинции в КНР, Самоа, Саудитска Арабия, Северни Мариански острови, Сейшели, Сингапур, Соломонови острови, Тайван, Тайланд, Токелау, Тонга, Тувалу, Фиджи, Филипини, Френска Полинезия, Шри Ланка, Южна Африка и Япония.
Регионално е изчезнал в Хонконг.
Обитава пясъчните дъна на океани и рифове.